# テレポート2000
『テレポート2000』（テレポートにせん）は北海道放送（HBCテレビ）の夕方のニュースワイド番組。

## 概要
当番組の前身は、「テレポート6」という題名で1975年2月から放送を開始。北海道では初の本格的な夕方の大型報道ワイドショーを展開した。2000年1月4日にタイトルを「テレポート2000」に変更。途中全国ニュース（JNNイブニング・ニュース）を内包して平日の17:48 - 18:55に放送されてきた。
2004年10月からメインキャスターをHBCアナウンサーの武田明子が担当、より詳しく、的確なニュースを展開するようになった。また道内唯一の私設気象団体「HBCウェザーセンター」により独自に地域ごとの詳しい天気を解説できる体制も整えていた。
2000年の放送開始時の放送時間は17:45-19:00。その後、17:40-18:55に移動され、さらにビタミンTVのリニューアルによる放送時間延長と時代劇再放送枠「時代劇評判シリーズ」の放送時間帯移動に伴って、2005年10月3日から17:48スタートになった。2006年4月17日から15:50-18:55で放送開始される「Hana*テレビ」へリニューアルされることになったため4月14日をもって終了、「テレポート6」放送開始から31年の歴史に幕を閉じることになった。前身の「テレポート6」を含めた放送回数は9441回で、最終回のトップ項目は5時台、6時台共に、苫小牧で起きた車両リサイクル工場の火災のニュースであった。

## キャスター
- 武田明子（元HBCアナウンサー）「テレポート2000」開始時より一貫して担当、番組終了前は報道部に移動、記者として活動したが、2007年退社
- 小川和幸（HBCアナウンサー）〈2004年10月以降〉
- 粥川暁（HBC気象予報士・防災士、天気コーナー・防災Navi担当）
- 堀啓知（HBCアナウンサー、TELEPORTスポーツ 月・火・金担当）
- 渕上紘行（HBCアナウンサー、TELEPORTスポーツ 水・木担当）
- 須田浩（HBC報道部記者で、「テレポート2000」開始時より担当。降板後〈2004年10月以降〉は「編集長」として制作に携わっていた。）

| 期 間                 | メインキャスター | メインキャスター | お天気キャスター |
| --------------------- | ---------------- | ---------------- | ---------------- |
| 2000.1 - 2004.10.29   | 須田 浩          | 武田 明子        | 粥川 暁          |
| 2004.11.1 - 2006.4.14 | 武田 明子        | 小川 和幸        | 粥川 暁          |

## 関連人物
- 石黒浩己：作曲家。天気予報のBGMに使用された。
- 栗田マサキ：デザイナー・アーティスト。番組のオープニングタイトルのCG・演出・脚本・監督を担当。「HBCニュース」や「アンカー!」のオープニングタイトルも担当。
- 大泉洋（TEAM NACS）：不定期で「テレポート洋」のコーナーに出演[1][2]。